# Classe Lion (couraçados)
A Classe Lion foi uma classe de couraçados planejados para a Marinha Real Britânica composta pelo Lion, Temeraire, Conqueror, Thunderer e outros dois navios nunca nomeados. As construções das duas primeiras embarcações começaram pouco antes do início da Segunda Guerra Mundial, com seus batimentos de quilha ocorrendo em junho e julho de 1939, porém suas construções foram suspensas logo em seguida. Nenhum outro couraçado teve suas obras iniciadas e a classe foi cancelada, com o pouco construído do Lion e o Temaraire sendo desmontado.
O projeto da Classe Lion era muito baseado na predecessora Classe King George V, porém armada com nove canhões de 406 milímetros. Seu projeto foi modificado em 1942 para levar em conta experiências adquiridas na guerra até então, enquanto uma nova revisão ocorreu em 1944 já com o pós-guerra em mente, porém ambas nunca foram levadas adiante. Trabalhos preliminares de projeto de uma possível conversão para um híbrido de couraçado e porta-aviões começaram em 1944 também, mas não ocorreram porque seriam inviáveis no ambiente financeiro britânico pós-guerra.

## Antecedentes
O projeto dos couraçados da Classe Lion foi influenciado pelos termos de tratados de controle armamentista assinados nas décadas de 1920 e 1930. O Tratado Naval de Washington de 1922 tinha proibido por dez anos a construção de novos couraçados, com apenas algumas exceções específicas. O Tratado Naval de Londres de 1930 ampliou a proibição por mais cinco anos, significando que, na época que este tratado deixasse de estar em vigor, quase todos os navios da época da Primeira Guerra Mundial estariam elegíveis para substituição sob os termos do Tratado Naval de Washington. O governo britânico queria que a Segunda Conferência de Desarmamento Naval de Londres de 1935 impedisse uma corrida armamentista que o Reino Unido não teria condições de pagar, porém a recusa do Japão em assinar o resultante Segundo Tratado Naval de Londres de 1936 ameaçou essa esperança. Reino Unido, Estados Unidos e França, os únicos três signatários, concordaram em limitar o tamanho das armas para os novos couraçados que seriam construídos. Eles ficaram restritos a um deslocamento padrão de 35,5 mil toneladas e armamento principal não poderia passar de canhões de 356 milímetros. Isto ditou a escolha deste canhão como o armamento para a Classe King George V da Marinha Real Britânica. O tratado também continha a chamada "Cláusula do Escalonamento", que permitiria um aumento do tamanho das armas caso o Japão e a Itália não assinassem o acordo; isto ocorreu em 1º de abril de 1937.
Era muito tarde para alterar a Classe King George V, mas o Conselho do Almirantado iniciou trabalhos de projeto preliminares para um couraçado de 35,5 mil toneladas com canhões de 406 milímetros, com estes estudos tendo sido promissores o bastante para que o Diretor de Construção Naval ordenasse um aprofundamento dos projetos. Muitos elementos da Classe King George V foram incorporados a fim de economizar tempo, porém o tamanho limitado da embarcação foi um desafio para os engenheiros. Provou-se impossível manter a mesma velocidade, proteção e armamento secundário dos navios antigos com um armamento principal de 406 milímetros e também permanecer dentro dos limites dos tratados. Em um esforço para continuar dentro dos limites, o peso geral da blindagem foi levemente reduzido, enquanto duas torres de artilharia secundárias e as instalações de aeronaves foram removidas.
Os problemas pelos limites de tratado tornaram-se irrelevantes depois de 31 de março de 1938, quando os signatários invocaram a cláusula de escalonamento de deslocamento, porque os japoneses tinham se recusado a revelar informações sobre seus couraçados, assim britânicos, norte-americanos e franceses temiam que seus navios seriam inferiores aos japoneses. O Almirantado Britânico esperava por um novo limite de 40,6 mil toneladas por limitações de custo e instalações portuárias, porém o limite ficou em 45,7 porque os norte-americanos só aceitariam esse limite e nada mais. O almirantado de qualquer forma se limitou a 40,6 mil toneladas e nove canhões de 406 milímetros, argumentando que embarcações maiores não poderiam atracar nos seus principais estaleiros em Rosyth e Portsmouth. Um novo projeto foi preparado com mais blindagem, maquinários mais potentes, as duas torres secundárias restauradas e quatro hidroaviões adicionados. Esse projeto foi aprovado pelo Almirantado em 15 de dezembro e licitações para construção abertas pouco depois.

## Características

### Projeto de 1938
A Classe Lion teria 237,7 metros de comprimento da linha de flutuação e 239,3 metros de comprimento de fora a fora, boca de 32 metros e calado de 10,2 metros. Seu deslocamento padrão seria de 41,2 mil toneladas e o deslocamento carregado de 47 145 toneladas. A aparência das embarcações seria muito semelhante a Classe King George V, porém incluiria uma popa quadrada para melhorar a eficiência da navegação em velocidades elevadas. Estima-se que a tripulação seria de 1 680 oficiais e marinheiros.
Os maquinários para quatro hélices da Classe King George V foram duplicados com salas de máquinas e caldeias alternadas a fim de economizar tempo. Os navios da Classe Lion teriam quatro conjuntos de turbinas a vapor Parsons acomodadas em salas de máquinas separadas, cada uma girando uma hélice. Elas foram projetadas para produzir um total de 130 mil cavalos-vapor (95,6 mil quilowatts) de potência e uma velocidade máxima de trinta nós (56 quilômetros por hora). A intenção era que as turbinas fossem alimentadas por oito caldeiras Admiralty em quatro salas de caldeiras a uma pressão de quatrocentas libras-força por polegada quadrada (28 quilogramas-força por centímetro quadrado) e temperatura de 371 graus Celsius. As turbinas e caldeiras poderiam ser interligadas em caso de emergência. As embarcações foram projetadas para carregar 3 780 toneladas de óleo combustível. Sua autonomia máxima estimada era de catorze mil milhas náuticas (26 mil quilômetros) a dez nós (dezenove quilômetros por hora). Os couraçados teriam sido equipados com seis turbogeradores de 330 quilowatts e dois geradores a diesel de 330 quilowatts que proporcionariam um circuito de 220 volts.

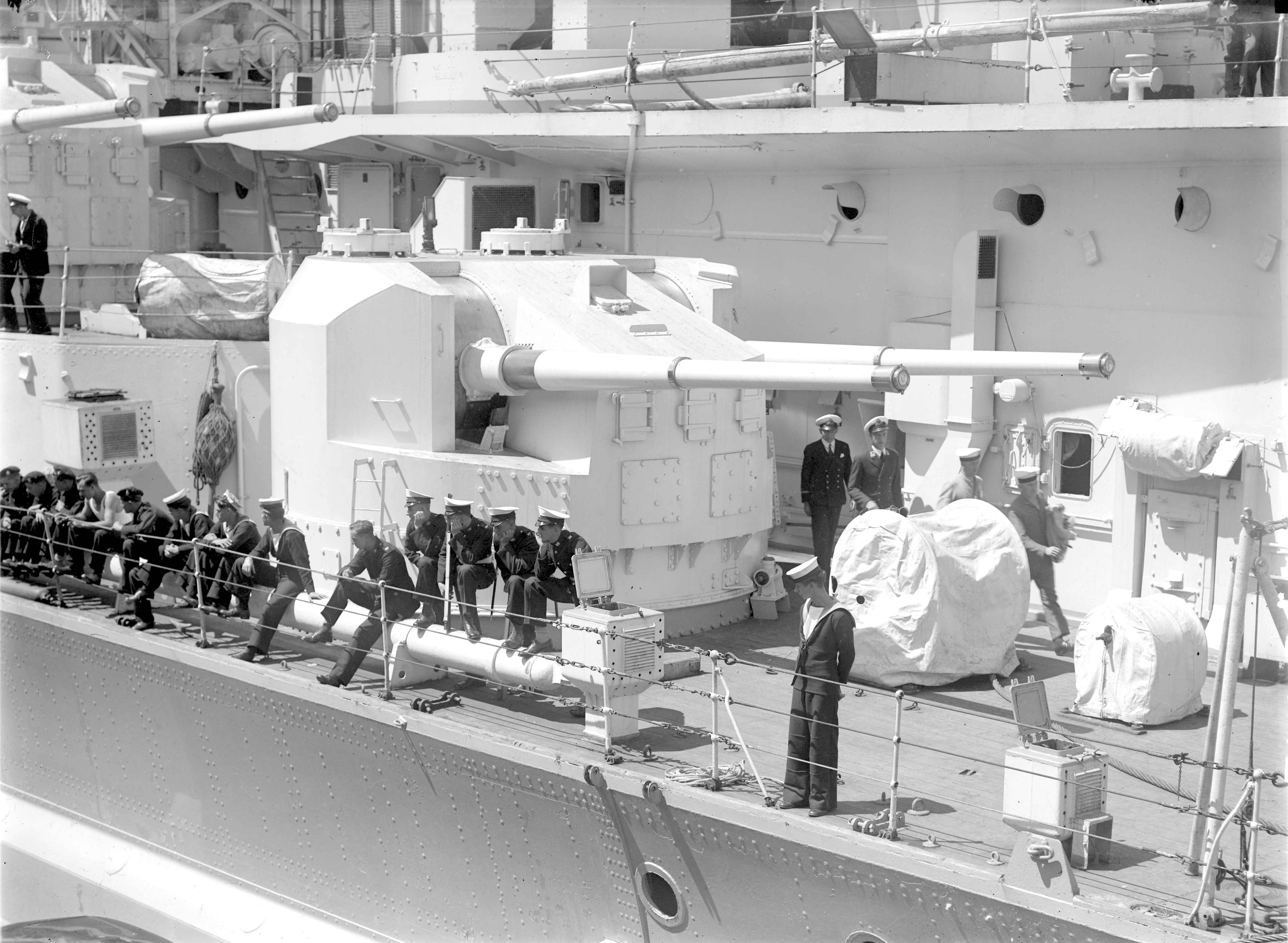
Uma torre de artilharia secundária Marco I de 133 milímetros a bordo do, idêntica a aquelas que seriam instaladas na Classe Lion

O armamento principal dos couraçados da Classe Lion consistiria em nove canhões recém-projetados calibre 45 Marco II de 406 milímetros em três torres de artilharia hidráulicas triplas. Sua elevação máxima seria de quarenta graus, porém deveriam ser recarregadas a cinco graus. Ela disparariam projéteis de 1 077 quilogramas a uma velocidade de saída de 757 metros por segundo, o que proporcionaria um alcance máximo de 37 quilômetros. Sua cadência de tiro seria de dois disparos por minuto, com cada navio tendo a disposição cem projéteis por canhão. O armamento secundário teria dezesseis canhões calibre 50 Marco I de 133 milímetros de duplo-propósito em oito torres de artilharia duplas. Eles podiam abaixar até cinco graus negativos e elevar até setenta graus. Disparavam um projétil explosivo de 36 quilogramas a uma velocidade de saída de 814 metros por segundo. Seu alcance máximo era de 22 quilômetros, com sua cadência de tiro normal sendo de sete a oito disparos por minuto. Cada arma receberia quatrocentos projéteis. A defesa antiaérea de curta-distância teria 48 canhões de 40 milímetros em seis montagens óctuplas. Estas disparavam projéteis de 76 gramas a uma velocidade de saída de 730 metros por segundo a uma distância de 6,2 quilômetros. A cadência de tiro era de aproximadamente 96 a 98 disparos por minuto, enquanto cada canhão teria 1,8 mil projéteis a disposição.
O esquema de blindagem era praticamente idêntico à Classe King George V. O cinturão na linha d'água seria feito de aço cimentado Krupp de 373 milímetros de espessura e 132 metros de comprimento. A parte principal do cinturão teria 4,6 metros de altura, porém uma camada inferior de 2,5 metros de altura tinha uma extensão extra de 12,2 metros além das extremidades da cidadela blindada. Ela se afinaria verticalmente para uma espessura de 140 milímetros na extremidade inferior do cinturão, enquanto as placas no final teriam 279 milímetros no topo. Anteparas transversais entre 254 e 305 milímetros de espessura fechariam cada extremidade da cidadela. Haveria uma antepara transversal de cem milímetros na extremidade de ré do compartimento de direção traseiro. As placas cimentadas Krupp da frente das torres de artilharia principais teriam 381 milímetros de espessura, enquanto os tetos ficariam com placas não-cimentadas de 152 milímetros. As laterais ficariam de 178 a 250 milímetros. As barbetas teriam laterais de 381 milímetros que depois se afinariam para 305 a 343 milímetros quando mais próximas da linha central do navio.
A proteção do convés seria idêntica à Classe King George V e tinha a intenção de resistir ao impacto de uma bomba perfurante de 450 quilogramas jogada de uma altura de 4,3 quilômetros. O convés teria 152 milímetros de espessura sobre os depósitos de munição e 127 milímetros sobre as salas de máquinas. A proteção continuaria adiante e a ré além da cidadela blindada no convés inferior. Ele terminaria na proa em degraus que diminuiriam para 64 milímetros. Na popa, protegeria os equipamentos de direção e os eixos das hélices com 114 a 127 milímetros. Os britânicos, diferentemente de alemães, franceses e norte-americanos, deixaram de acreditar que uma blindagem espessa para a torre de comando servia para algum propósito, pois a chance do local ser atingido era pequena; assim, a torre de comando teria proteção de apenas 76 a 114 milímetros.
A proteção subaquática também seria praticamente idêntica à Classe King George V e consistiria em um sistema de quatro metros com três camadas de compartimentos vazios e preenchidos com líquido que tinham a intenção de absorver a energia de uma explosão subaquática. Por dentro ficaria preso a uma antepara anti-torpedo de 44 milímetros. Os espaços vazios interior e exterior seriam equipados com bombas para inundá-los a fim de nivelar a embarcação em caso de adernamento. Testes demonstraram que o sistema na área da cidadela poderia aguentar a explosão de 450 quilogramas de TNT. Os couraçados também teriam um fundo duplo de 1,2 metro de profundidade.
Os historiadores navais William H. Garzke e Robert O. Dulin acreditaram que o projeto da Classe Lion corrigiria algumas deficiências da Classe King George V, com as principais exceções sendo o sistema de proteção contra torpedos muito raso, consequência de limitações na infraestrutura já existente, e uma autonomia máxima limitada, ambos problemas que foram abordados na revisão de projeto em 1942. Sua bateria principal de 406 milímetros não seria a mais poderosa do mundo, porém seria superior aos canhões usados anteriormente na Classe Nelson. Segundo Garzke e Dulin, os navios também "seriam os couraçados mais poderosos e rápidos a servirem na Marinha Real".

### Projeto de 1942
O Almirantado aproveitou que a construção dos navios tinha sido suspensa pouco depois do início da Segunda Guerra Mundial para refinar o projeto levando em conta experiências de guerra. O boca foi aumentada para 32,9 metros, a largura máxima permitida no Canal do Panamá, a fim de aumentar a profundidade e eficiência do sistema anti-torpedo, enquanto 1,1 mil tonelada a mais de óleo combustível aumentaria a autonomia. O aumento na boca significou que muitas das instalações da Marinha Real, incluindo Rosyth e Portsmouth, não poderiam acomodar os couraçados. A exigência que a primeira torre de artilharia pudesse disparar diretamente à frente a uma elevação de zero grau foi removida, pois a borda livre reduzida na proa fazia com que as embarcações da Classe King George V molhassem muito em mares bravios. O cinturão de blindagem teve sua espessura reduzida em 25 milímetros para compensar parcialmente o aumento de peso, exceto sobre os depósitos de munição. Aeronaves e suas instalações foram removidas. O espaço na superestrutura liberado por essa remoção permitiria o aumento da bateria antiaérea para nove montagens óctuplas e uma quádrupla de canhões de 40 milímetros.
O comprimento de fora a fora foi aumentado para 241,7 metros, enquanto o deslocamento padrão cresceu para 43 233 toneladas e o deslocamento carregado para 49 670 toneladas. Não houve mudanças nos maquinários de propulsão, porém a velocidade foi reduzida para 28,25 nós (52,32 quilômetros por hora) devido ao deslocamento maior. Aproximadamente 4,8 mil toneladas de óleo combustível foram adicionados com o objetivo de aumentar a autonomia para por volta de 16,5 mil milhas náuticas (30,6 mil quilômetros) a dez nós. A borda livre na proa aumentou em 2,7 metros, enquanto o sistema de radares foi ampliado para se igualar ao do HMS Vanguard, então ainda em construção. O cruzador rápido HMS Belfast tinha perdido toda sua potência depois de bater em uma mina naval no início da guerra, assim dois turbo-geradores substituíram dois geradores a diesel. A boca maior foi usada para aumentar a profundidade do sistema antitorpedo para 4,6 metros. A tripulação foi estimada em 1 750 oficiais e marinheiros.

### Projeto de 1944
A Divisão de Planejamento da Marinha Real estabeleceu um requerimento de doze couraçados para um Reino Unido pós-guerra e consequentemente um novo projeto foi iniciado em fevereiro de 1944 que incorporaria experiências de guerra, porém logo foi concluído que "o poder de armas modernas cresceu tanto que blindagem e proteção contra torpedos sempre crescente seriam necessárias até que ficassem incompatíveis com o poder ofensivo limitado do navio". O armamento principal foi revisado para uma versão melhorada Marco IV do canhão de 406 milímetros em uma nova torre de artilharia Marco III que dispararia um projétil mais pesado em uma velocidade de saída ligeiramente menor. Sua bateria secundária teria 24 canhões Marco V de 114 milímetros em doze montagens duplas, 62 Bofors de 40 milímetros em dez montagens sêxtuplas e uma dupla, mais cinquenta Oerlikons de 20 milímetros para defesa antiaérea. Cálculos para um projeto preliminar foram completados em outubro e revelaram uma embarcação de 26 nós (48 quilômetros por hora) com deslocamento padrão de 51,2 mil toneladas e deslocamento carregado de 70 615. Este projeto era demasiado grande, assim várias variantes foram consideradas pelos meses seguintes, examinando os efeitos de reduzir o cinturão de blindagem, proteção subaquática e o número de torres de artilharia principais e secundárias. Requerimentos provisórios foram emitidos em março de 1945 para velocidade de 29 nós (54 quilômetros por hora) e uma autonomia igual ao projeto original, sendo levemente modificada em abril como "Projeto B". Isto muito limitou a capacidade dos projetistas de reduzir o tamanho, pois apenas as variantes com duas torres de artilharia principais ficavam abaixo de 56,4 mil toneladas de deslocamento padrão. A variante mais radical que foi desenvolvida, batizada de "Projeto X", tinha um esquema de blindagem semelhante ao modernizado cruzador de batalha HMS Renown, com apenas dois canhões de 406 milímetros, oito torres de 114 milímetros e proteção subaquática mínima, dependendo de enorme compartimentalização e anteparas internas reforçadas a fim de localizar os danos. Essa versão teria um deslocamento padrão de por volta de 37,4 mil toneladas.
No mesmo mês, um comitê chefiado pelo contra-almirante Reginald Servaes revisou todas as propostas e o Almirantado pediu um projeto esboço para a versão "X" com duas torres de artilharia de 406 milímetros na dianteira da superestrutura, similar à francesa Classe Richelieu, enquanto em maio o Diretor de Construção Naval pediu que o cinturão fosse mais espesso. Esse projeto teria um deslocamento padrão de 45 350 toneladas. Um mês depois o Almirantado pediu que as torres de 406 milímetros fossem substituídas por torres quádruplas de 381 milímetros, com o Diretor de Construção Naval respondendo que não havia um projeto para torres desse estilo e consequentemente a construção seria adiada de quinze a dezoito meses e o deslocamento cresceria em duas mil toneladas. O diretor pediu em julho permissão para investigar outros métodos para reduzir o peso do "Projeto B3", com os trabalhos continuando nos dois projetos até outubro. Nessa época ficou claro a impossibilidade de manter a frota existente de couraçados, muito menos de construir novos, dado às dificuldades econômicas britânicas, assim os trabalhos de projeto foram suspensos informalmente exceto no canhão Marco IV e torre Marco III. Estes foram finalmente cancelados em 10 de março de 1949 pelo almirante lorde Bruce Fraser, 1º Barão Fraser do Cabo Norte e Primeiro Lorde do Mar.

### Porta-aviões híbrido
Fraser, em 8 de janeiro de 1941 enquanto era Terceiro Lorde do Mar e Controlador da Marinha, pediu um híbrido de porta-aviões e couraçado baseado no casco da Classe Lion. Um esboço foi apresentado para consideração dois meses depois, porém não foi bem avaliado pelos participantes. Esse projeto manteve as três torres de artilharia e o convés de voo foi considerado muito curto para ser útil. Foi pedida uma versão revisada com apenas as duas torres dianteiras e esta foi terminada em julho. Neste projeto, o deslocamento padrão ficaria em 45 470 toneladas e o carregado em 52 mil toneladas. As dimensões seriam de 243,8 metros de comprimento da linha de flutuação, 35,1 metros de boca e nove metros de calado. O convés de voo teria 152 metros de comprimento e largura de 22,3 metros. O maquinário permaneceu o mesmo, porém 610 toneladas de óleo combustível extras aumentariam a autonomia para 14 750 milhas náuticas (27 320 quilômetros). O armamento híbrido teria seis canhões de 406 milímetros em duas torres triplas, dezesseis canhões de 133 milímetros e 64 canhões de 40 milímetros. Seriam carregados doze caças e dois torpedeiros. O Diretor de Artilharia Naval avaliou que "As funções e necessidades de porta-aviões e plataformas de artilharia de superfície são totalmente incompatíveis ... as concepções desses projetos ... são evidentemente o resultado de uma disposta não resolvida entre a aceitação consciente de aeronaves e o desejo inconsciente para uma Frota de 1914 ... esses abortos são o resultado de desajustes psicológicos. Os reajustes necessários devem vir de uma nova análise apropriada de toda a questão, o que seria uma frota equilibrada em 1945, 1950 ou 1955?". A ideia acabou rejeitada.

## Construção
Seis couraçados foram planejados, dois para cada programa naval de 1938, 1939 e 1940. Os dois primeiros, Lion e Temeraire, foram encomendados em 28 de fevereiro de 1939 nos estaleiros da Vickers-Armstrongs e Cammell Laird, respectivamente. O batimento de quilha do Temeraire ocorreu em 1º de junho e do Lion em 4 de julho. O contrato para o Conqueror foi entregue em 15 de agosto para a John Brown & Company, enquanto do Thunderer em 15 de novembro para a Fairfield Shipbuilding and Engineering Company. A Segunda Guerra Mundial começou em setembro e as construções prosseguiram irregularmente até outubro, quando foram suspensas em um ano pelo Almirantado; a construção dos canhões e das torres de artilharia deveriam continuar. Esperava-se nesse momento que o Conqueror e o Thunderer tivessem suas obras iniciadas em janeiro e abril de 1941. Os trabalhos no Lion e Temeraire receberam permissão para recomeçarem em 15 de novembro de 1939 sempre que houvesse trabalhadores disponíveis, porém foram suspensos novamente em maio de 1940. A decisão de suspender a construção foi reafirmada em novembro e aço para o Lion foi desviado para o Vanguard. O Diretor de Contratos da Marinha Real, após a revisão de projeto de 1942, escreveu à Vickers-Armstrongs e Cammell Laird "pedindo para que elas liberassem as rampas de lançamento e reusassem o material em outros contratos navais onde possível". Todos os trabalhos de projeto terminaram em abril de 1943 e as placas de blindagem do Lion foram desmontadas. Apenas quatro canhões de 406 milímetros foram construídos, mas nenhuma torre. Um desses canhões foi usado para testar aspectos do canhão Marco IV.